# Satomi Satō
Satomi Satō (佐藤 聡美, Satō Satomi, Miyagi, 8 de maio de 1986) é uma dubladora e cantora japonesa, afiliada da Aoni Production.

## Trabalhos

### Anime
2007
- Kamichama Karin (Michirian #3)
- GeGeGe no Kitaro  (estudante do colegial, garota e Kijimuna)
- Shugo Chara! (Wakana, Ramira)
- Fantastic Detective Labyrinth (Yae Yatomi)

2008
- GeGeGe no Kitaro (Maid)
- Jigoku Shoujo Mitsuganae (Mikage Yuzuki)[2]
- Hyakko (Inori Tsubomiya)
- Shugo Chara! Doki (Wakana)

2009
- K-On! (Ritsu Tainaka)[3]
- Anyamaru Tantei Kiruminzuu (Rimu Mikogami)
- Asura Cryin' (Aine Shizuma)[4]
- Asura Cryin' 2 (Aine Shizuma)[4]
- Dragon Ball Kai (Cargo)
- Hatsukoi Limited (Yuu Enomoto)
- Yumeiro Patissiere (Kanako Koizumi)
- Toaru Majutsu no Index (Banri Edasaki, garota)

2010
- K-On!! (Ritsu Tainaka)
- Mayoi Neko Overrun! (Otome Tsuzuki)
- Seitokai Yakuindomo (Aria Shichijou)
- Ookami-san (Machiko Himura/Mysterious Beauty)
- Fairy Tail (Wendy Marvell)
- Ore no Imōto ga Konna ni Kawaii Wake ga Nai (Manami Tamura)

2011
- Ro-Kyu-Bu! (Manaka Nobidome)
- Sket Dance (Chiaki Takahashi)
- K-On! the Movie (Ritsu Tainaka)

2012
- Fairy Tail the Movie: The Phoenix Priestess (Wendy Marvel)
- Dusk Maiden of Amnesia (Kanoe Yukariko)
- Hyōka (Eru Chitanda)
- K (Kukuri Yukizome)
- Queen's Blade Rebellion (Lyla)
- Kamisama Hajimemashita (Ami Nekota)

2013
- Hyakka Ryōran Samurai Bride (Inshun Hōzōin)
- Karneval (Erisyuka)
- A Certain Scientific Railgun S (Edasaki Banri)
- Ore no Imōto ga Konna ni Kawaii Wake ga Nai (Manami Tamura)
- Kiniro Mosaic (Sakura Karasuma)
- Golden Time (NANA)
- Free! (Chigusa Hanamura)

2014
- Gochūmon wa Usagi Desu ka? (Chiya Ujimatsu)
- Mahōka Kōkō no Rettōsei (Mizuki Shibata)
- Seitokai Yakuindomo (Aria Shichijou)
- Fairy Tail (Wendy Marvell)

2018
- Pop Team Epic (Pipimi Ep4)

### Jogos
- Elsword (Ara Haan)
- Koumajou Densetsu II: Stranger's Requiem (Hong Meiling)
- Magical Girl Lyrical Nanoha A's Portable: The Gears of Destiny (Kyrie Florian)
- Tales of the World: Radiant Mythology 2 (Descender)
- Tales of the World: Radiant Mythology 3 (Lazaris)
- Otomedius Excellent (Gesshi Hanafuuma, Ryukotsuki, Gradian Operator)
- Tales of Xillia 2 (Nova)
- Rune Factory 4 (Amber)
- New Class of Heroes: Chrono Academy (Mauriat)
- God Eater (Gina Dickinson)
- Phantasy Star Online 2 (Matoi)
- Samurai Warriors 4 (Lady Hayakawa)
- Fire Emblem Fates (Avatar feminino)
- Onmyōji Arena (Itsumade)

### CD Drama
- Gattsu Batorā Jī (garota)
- Nusunde Ririsu (Maid)
- Renai Idenshi XX (Mizuki)

### Software
- VOCALOID3, VOCALOID4 e VOICEROID+ (Tohoku Zunko)